# Svarte
Svarte är en tätort i Ystads kommun i Skåne län, belägen vid kusten väster om Ystad. 

## Befolkningsutveckling
| Befolkningsutvecklingen i Svarte 1960–2020 | Befolkningsutvecklingen i Svarte 1960–2020 | Befolkningsutvecklingen i Svarte 1960–2020 | Befolkningsutvecklingen i Svarte 1960–2020 | Befolkningsutvecklingen i Svarte 1960–2020 |
| ------------------------------------------ | ------------------------------------------ | ------------------------------------------ | ------------------------------------------ | ------------------------------------------ |
|                                            |                                            |                                            |                                            |                                            |
| År                                         |                                            |                                            | Folkmängd                                  | Areal (ha)                                 |
| 1960                                       | 1960                                       |                                            | 238                                        |                                            |
| 1965                                       | 1965                                       |                                            | 257                                        |                                            |
| 1970                                       | 1970                                       |                                            | 371                                        |                                            |
| 1975                                       | 1975                                       |                                            | 446                                        |                                            |
| 1980                                       | 1980                                       |                                            | 665                                        |                                            |
| 1990                                       | 1990                                       |                                            | 754                                        | 54                                         |
| 1995                                       | 1995                                       |                                            | 810                                        | 57                                         |
| 2000                                       | 2000                                       |                                            | 772                                        | 57                                         |
| 2005                                       | 2005                                       |                                            | 836                                        | 62                                         |
| 2010                                       | 2010                                       |                                            | 902                                        | 62                                         |
| 2015                                       | 2015                                       |                                            | 921                                        | 88                                         |
| 2020                                       | 2020                                       |                                            | 1 005                                      | 96                                         |
|                                            |                                            |                                            |                                            |                                            |

## Samhället
Svarte har en pågatågsstation mitt i samhället och en lång sandstrand längs kusten. På söder sida av landsvägen ligger en skeppssättning som kallas Disas ting.
Mitt i Svarte ligger Svartes skola som har hand om barn upp till årskurs 6
I de senare Wallanderfilmerna med Krister Henriksson och Lena Endre, bor bådas karaktärer i Svarte, nere vid havet.
En reklamfilm från Volvo, med artisten Avicii som kör genom svenska landskap, är delvis inspelad i Svarte. Thibo Girardon, även känd under sitt artistnamn som Panda da panda bor i byn. Även artisten Frans Jeppsson-Wall är uppväxt i Svarte.

## Sport i byn
SoGK Charlo heter fotbollslaget i byn. Namnet kommer efter den gamla järnvägsstationen Charlottenlund. För Charlo har landslagsmittfältaren Hugo Larsson, tidigare Malmö FF och numera i Eintracht Frankfurt, spelat. Larsson är uppväxt i byn och föddes även där.
Det finns även en brottarklubb som heter Marsvinsholms IF. Mif brottas i den högsta serien och har brottare i klubben som representerat Sverige i internationella tävlingar.

## Galleri

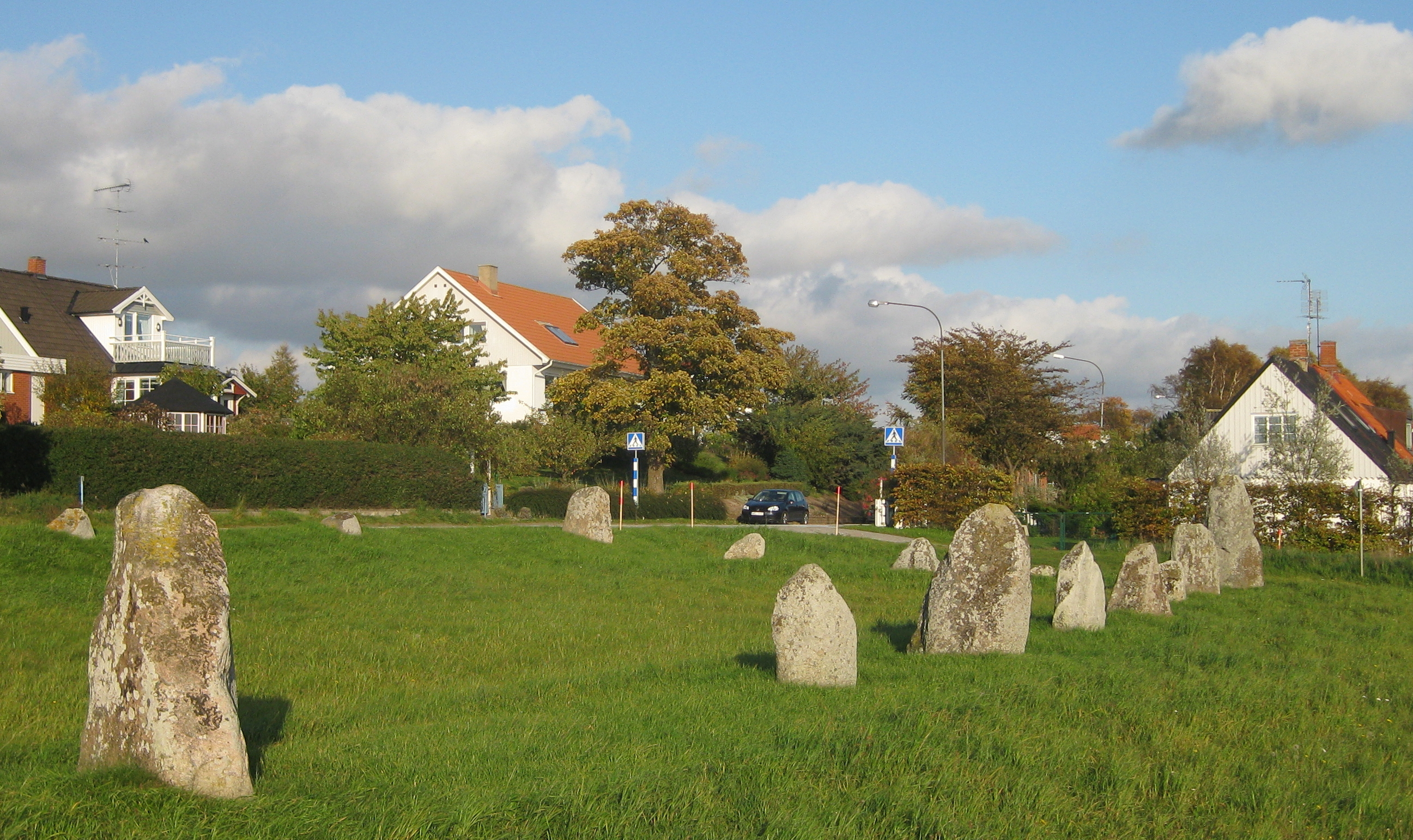
Disas ting.
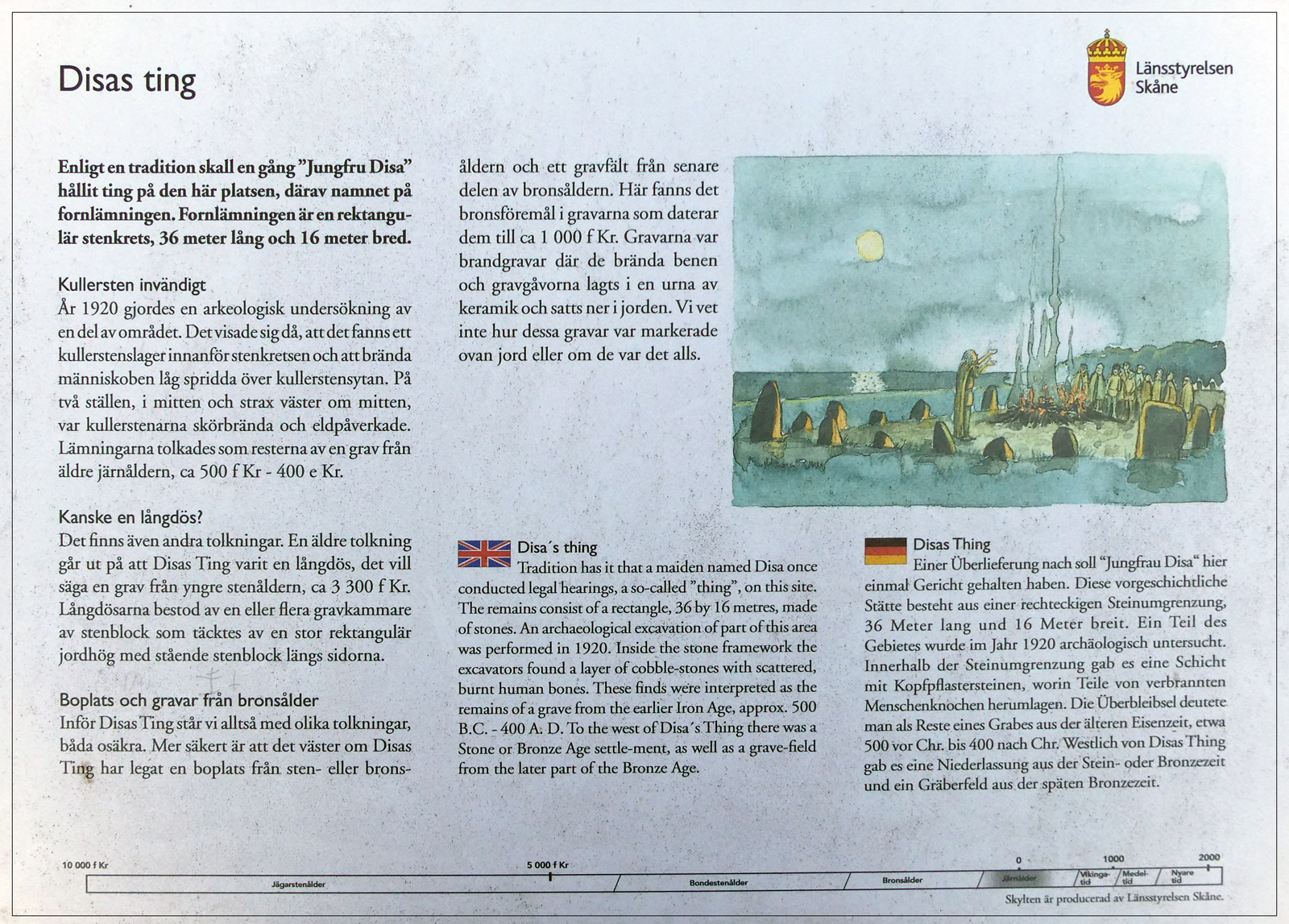
Informationsskylt vid Disas ting.